# Carević Aleksej Petrovič
Aleksej Petrovič (28. veljače 1690. – 7. srpnja 1718.), je bio prijestolonasljednik Rusije od 1696. godine

## Djetinjstvo
Aleksej Petrovič je bio jedini sin zapadno orijentiranog cara Petra Velikog i konzervativne Eudokije Lopuhine. Tijekom prvih godina života car kompletno školovanje svoga sina prepušta njegovoj majci dok se on "zabavlja" državničkim dužnosti. Prva od njih je bila direktno vođenje vojske u period 1695. – 96 tijekom rata s Turskom. Odmah po završetku te kampanje Petar odlazi u Europu gdje će ostati sve do 1698. godine kada ga buna prisiljava na povratak. Tijekom te tri godine bez oca princ dobiva putem školovanja fundamentalističko-crkveni pogled na svijet s osnovom koju čini protivljenje ikakvoj modernizaciji države. Mjere koje poduzima tijekom svoga povratka Petar će samo odbiti Alekseja od njega pošto je prinčeva majka koja mu je do tada bila jedini čvrsti oslonac u djetinjstvu uhićena i poslana prisilno u manastir. Pokušaj nakon toga modernističkog školovanja prijestolonasljednika će neupitno propasti jer on kao svetinju zadržava mišljenje o svojoj voljenoj majci i njenim političkim gledištima.

## Prijestolonasljednik
Prvi vanjski izvještaj o razmišljanju i navikama Alekseja dolaze iz doba rata s Švedskom 1703. i 1704. godine (rat je trajao sve do 1721.). Mišljenje izraženo od tamošnjih savjetnika je bilo kako mladi princ ima posebnu naklonost prema arheologiji i crkvenim znanostima što cara nije niti najmanje zadovoljilo. Tijekom sljedećih godina kada obavlja razne državne dužnosti princ sada po vlastitom izboru ulazi u konzervativne krugove na što Petar ne reagira. Odlazak Alekseja 1709. godine po naređenju u Dresden radi školovanja u znanjima potrebnim državi on prihvaća teška srca samo iz poštovanja prema ocu. Kada 1711. godine dolazi naređenje da se mora oženiti za njemačku princezu Charlotu gotovo dolazi do skandala pošto je svima očito njegovo negativno razmišljanje o tom vjenčanju. Bez obzira na sve tijekom četiri godine braka oni će dobiti dvoje djece tako da barem po tome gledištu on jr bio uspješan.

## Put u propast
S obzirom na uspjeh vjenčanja Petar Veliki je svome sinu opraštao puno stvari tijekom sljedeće dvije godine, ali u trenutku smrti njegove žene sve se nagla mijenja. Na sam dan pokopa Charlote u studenom 1715. godine car naređuje Alekseju da se počne aktivnije baviti državnim poslovima, na što ubrzo dobiva odgovor o sinovljevoj želji za abdikacijom prava na krunu i odlaskom u manastir.  Bez obzira koliko je to on stvarno želio ili ne zbog problema u kasnijem nasljeđivanju krune tako nešto Petar nikako nije mogao prihvatiti. Na kraju s ciljem završavanja te rasprave 1716. godine Aleksej se odlučio na bjeg iz države u Austriju, a potom Napulj izvrgavajući tako ruglu cijelu Rusiju kao zemlju u kojoj je stanje tako loše da i sam prijestolonasljednik bježi. Ubrzo su o toj tematici počeli pričati svi europski dvorovi što vlada u Petrogradu nikako nije mogla prihvatiti.

## Smrt
Nakon gotovo 18 mjeseci pregovora s obećanjem o amnestiji 31. siječnja 1718. godine ruski diplomati su napokon uspjeli dovući Alekseja kući. Odmah po povratku u Rusiju on je poslan u zatvor na istragu (mučenje) kako bi se otkrile sve osobe koje su imale ikakve veze s njegovim bjegom. U službenom zaključku istrage iz veljače optuženi su bili svi njegovi prijatelji koji ubrzo potom bivaju pogubljeni. Poslije dva mjeseca mira mučenje je ponovljeno s prilično sličnim rezultatom. Posljedice novog mučenja iz lipnja koje se sastojalo od udaraca bičem sada već oslabljeni Aleksej nije preživio. On umire 7. srpnja 1718. godine dva dana nakon primanje posljednjih 15 udaraca bičem. 

## Razlozi za smrt
Odnos oca i sina nikada nije bio dobar zbog borbe modernističke i konzervatističke koncepcije razvoja države tako da je smrt jednog od njih uvijek bila mogućnost. U pogledu na svijet Petra Velikog postojale su dvije nužnosti za uspjeh države koja je bila ispred svega. Prva od njih se sastojala od budućnosti dinastije čiji pad dovodi do mogućnosti ponavljanja katastrofalnih građanskih ratova iz perioda 1605. – 1612. godina, dok je tek na drugom mjestu bila modernizacija. Promatrajući situaciju s carskog trona 1718. godine opasnosti po opstanak dinastije više nije bilo pošto je Petar imao sina (princ Petar Petrovič) iz drugog braka i još jedno dijete je bilo na putu ostavljajući otvorenu mogućnost za još djece. Kao posljednja, ali svima na dvoru očito neželjena mogućnost tu je bio i sin prijestolonasljednika Petar. S tim problemom tako riješenim pojavilo se pitanje prijetnji modernizaciji država i situaciji kada će njom upravljati slabić Aleksej koji je pobjegao iz nje. Tako siguran u budućnost dinastije tek tada u lipnju 1718. godine Petar uređuje pogubljenje svoga prvoga sina.
Na kraju sudbina se našalila s tim dinastičkim razmišljanjem pošto će se ubrzo dokazati da je Aleksej bio jedini fizički zdrav muški potomak Petra Velikog. Njegov željeni prijestolonasljednik Petar Petrovič će umrijeti prije četvrtog rođendana otvarajući put k prijestolju kratkoj vladavini Petar II. sina Alekseja.